# Храм Божественного Адриана
Храм Божественного Адриана — храм в честь императора Адриана на Марсовом поле в Риме, руины которого сегодня встроены в здание римской биржи.
Приёмный сын Антонин Пий воздвиг храм в честь обожествлённого Адриана в 141 или 145 году. Храм в коринфском стиле украшали 13 пятнадцатиметровых мраморных колонн по боковым сторонам и по 8 колонн узким боковым сторонам. Храм находился на четырёхметровом подиуме из пеперина  (недоступная ссылка) (недоступная ссылка с 14-06-2016 [3174 дня]), к храму вела широкая лестница, Стена его целлы снаружи была облицована мраморными плитками, а внутри украшена рельефами с изображением римских провинций.

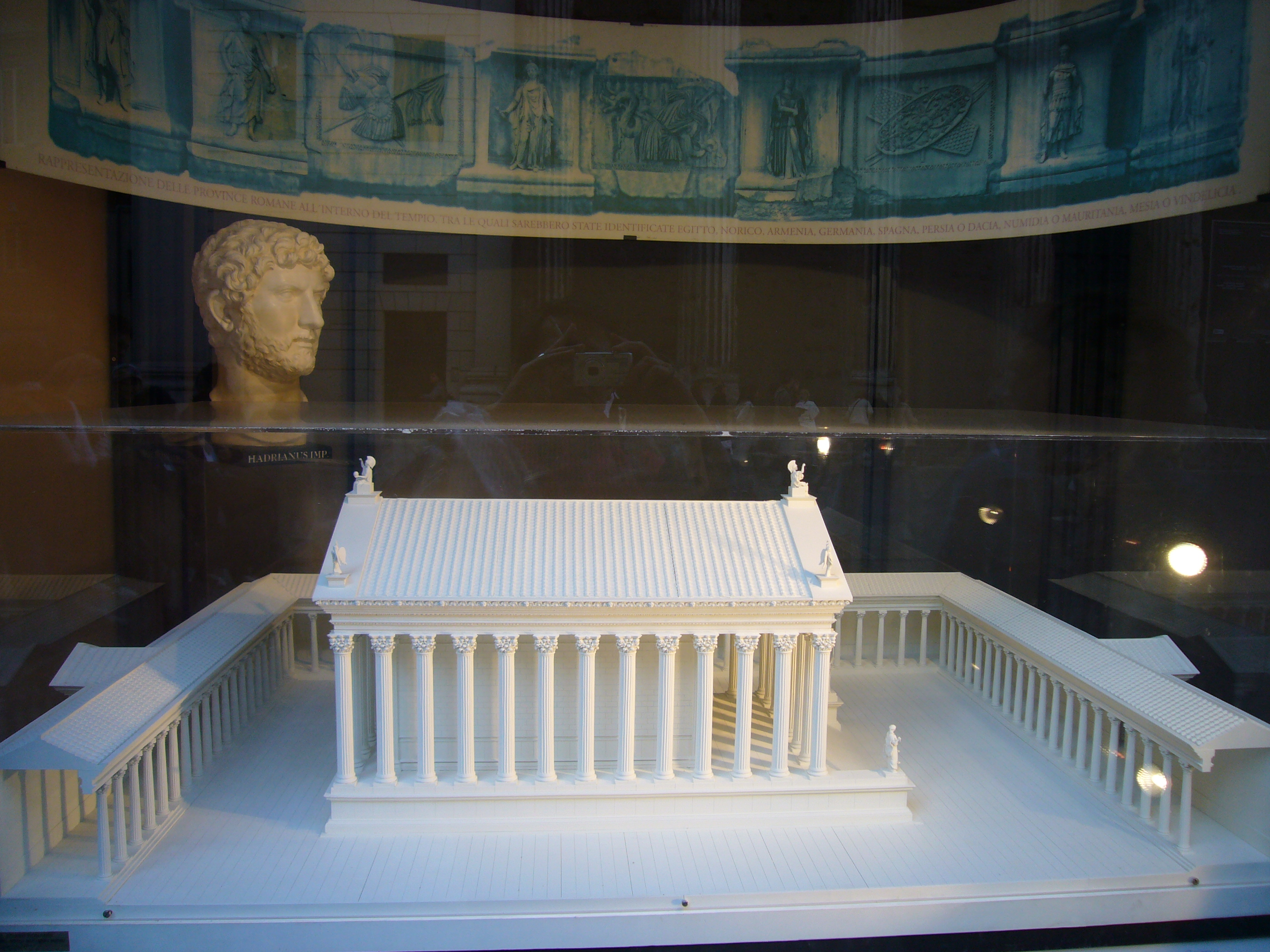
Реконструкция храма

От постройки до наших дней сохранились лишь одиннадцать коринфских колонн высотой 15 метров и одна из стен целлы.
В XVII веке остатки языческого храма были встроены в здание таможни, выполненное в барочном стиле. В 1878 году здание было перестроено для римской биржи и торгово-промышленной палаты, при этом античные фрагменты были очищены от надстройки XVII века.